# Yuri!!! on Ice
Yuri on Ice (japonês: ユーリ!!! on ICE, estilizado como Yuri!!! on ICE) é uma série de anime de esportes japonesa sobre patinação artística no gelo. A série foi produzida pela MAPPA, dirigida e escrita por Sayo Yamamoto com roteiro original de Mitsurō Kubo sob a direção episódica de Jun Shishido. O design dos personagens foi feito por Tadashi Hiramatsu, e sua música foi composta por Taro Umebayashi e Taku Matsushiba. O design dos personagens foi feito por Tadashi Hiramatsu e a música foi composta por Taro Umebayashi e Taku Matsushiba. A patinação artística foi coreografada por Kenji Miyamoto, que também executou rotinas que foram gravadas e usadas como efeitos sonoros de patinação. A série estreou em 6 de outubro de 2016 e finalizou em 22 de dezembro de 2016, com um total de 12 episódios. Um filme de Yuri on Ice, intitulado Ice Adolescence, foi anunciado e originalmente planejado para 2019, no entanto foi posteriormente cancelado em abril de 2024. A série gira em torno dos relacionamentos entre o patinador japonês Yuri Katsuki; seu ídolo, o campão russo de patinação artística Victor Nikiforov; e o patinador russo em ascendência Yuri Plisetsky; enquanto Yuri K. e Yuri. P competem no Skating Grand Prix, com Victor sendo o treinador de Yuri K.
Yuri on Ice foi bem recebida no Japão. Ganhou três prêmios no Tokyo Anime Award Festival, um prêmio no Japan Character Award, sete prêmios no primeiro Crunchyroll Anime Awards e, em 2019, foi nomeada pelo time editorial do website como um dos 25 melhores animes da década de 2010. No Japão, a série foi lançada em seis partes para Blu-ray e DVD, com todos os lançamentos atingindo o topo dos rankings Animation Blu-ray e Animation DVD da Oricon, respectivamente. Foi a oitava franquia de mídia mais bem sucedida no Japão em 2017, teve o segundo maior número de vendas combinadas de Blu-ray e DVD por qualquer anime no Japão em 2017 e teve a maior quantidade de vendas combinadas por um anime televisivo naquele ano. Foi popular em mídias sociais como Tumblr, Sina Weibo e Twitter, onde recebeu mais de um milhão de tweets a mais do que o segundo anime mais comentado da temporada em que foi transmitido. Também atraiu elogios de patinadores profissionais, com alguns patinadores nos Jogos Olímpicos de Inverno de 2018 utilizando músicas da série para suas apresentações.
Yuri on Ice levantou discussões sobre a representatividade de um relacionamento entre pessoas do mesmo sexo entre seus protagonistas, com alguns críticos elogiando sua representação da ansiedade, sua cobertura da homossexualidade de uma forma que difere da maioria dos animes e mangás, como o gênero yaoi, e por lidar com a homossexualidade num país e num desporto que tem problemas atuais com a homofobia. Outros criticaram sua representação por ser irrealista e pela censura visual que provavelmente a torna ambígua para alguns espectadores.

## Enredo
A história centra-se em Yuri Katsuki (Yuri K.), um patinador artístico japonês que sofre uma derrota esmagadora durante as competições finais do Grande Prémio de Patinagem Artística no Gelo. Na sequência de várias falhas, Yuri desenvolve sentimentos mistos sobre a patinagem no gelo, entre outros problemas e decide interromper temporariamente a sua carreira. Depois de se formar na faculdade de Detroit, Yuri regressa a sua casa em Hasetsu, na ilha de Quiuxu depois de cinco anos de ausência. Logo após, Yuri visita sua amiga de infância Yuko, no rinque de patinagem "Castelo de Gelo de Hasetsu", onde imita perfeitamente uma coreografia do famoso patinador russo Victor Nikiforov, seu ídolo desde criança. Quando a apresentação de Yuri é gravada secretamente e colocada na internet, Victor assiste o vídeo e decide viajar repentinamente a Quiuxu para tornar-se o treinador de Yuri. Ao lado de Victor, Yuri almeja vencer o Grande Prémio de Patinagem Artística no Gelo contra seu maior rival Yuri Plisetsky (que recebeu a alcunha Yurio), um patinador prodígio russo de quinze anos de idade.[carece de fontes?]

## Personagens

### Personagens principais
Yuri Katsuki (勝生 勇利, Katsuki Yūri)
Voz de: Toshiyuki Toyonaga (japonês), Josh Grelle (inglês)
Yuri é um patinador artístico de vinte e três anos de idade e o protagonista da série. Yuri começou a patinar desde criança e ambiciona tornar-se um grande patinador artístico como seu ídolo, Victor Nikiforov. Tal como refere-se a sua professora Minako, Yuri não é um atleta prodígio na patinagem, mas as suas habilidades foram aprimoradas com os treinos rigorosos que proporcionaram boa resistência a ele. Um ano antes da história, Yuri era o melhor patinador japonês e seus maiores triunfos na patinagem eram o seu sentido rítmico peculiar e seus passos únicos. No entanto, Yuri sucumbe facilmente à pressão, que faz com que ele se desequilibre nos momentos cruciais. Após falhar na sua primeira final do Grande Prémio de Patinagem Artística no Gelo, Yuri tem a sua autoconfiança demasiada afetada e torna-se depressivo devido às suas falhas nas apresentações das competições seguintes, deixando uma marca negativa na sua carreira.
Apesar de ser amável, sensível e gentil, Yuri também é tímido e tem dificuldade em se relacionar com os outros, onde prefere estar sozinho e praticar balé ou patinagem no gelo do que socializar com seus pares. Apesar de ter grande apoio da sua família e amigos, Yuri tem uma grande carência de autoestima e desanima-se facilmente, causando a ele surtos de ansiedade. Ao contrário de como Yuri se vê devido aos seus fracassos passados, ele ainda é considerado o melhor patinador do Japão, onde tem o apoio leal dos seus fãs e dos patinadores iniciantes que o admiram muito, apesar da sua desorientação. Sob a tutela de Victor, aos poucos Yuri vai-se tornando mais confiante e seguro de si, com o objetivo de se reinventar e contribuir mais nos seus programas, enquanto se esforça para ganhar o Grande Prémio de Patinagem Artística no Gelo.
Victor Nikiforov (ヴィクトル・ニキフォロフ, Bikitoru Nikiforobu)
Voz de: Junichi Suwabe (japonês), Jerry Jewell (inglês)
Victor é um talentoso patinador artístico de vinte e sete anos de idade, considerado uma lenda viva da Rússia que Yuri K. idolatra desde criança. Desde a sua adolescência, Victor venceu diversas competições, incluindo as cinco finais consecutivas do Grande Prémio de Patinagem Artística no Gelo, seguidas das vitórias nas Nacionais e no Campeonato Europeu de Patinagem Artística no Gelo. No início da série, Victor venceu o Campeonato Mundial de Patinagem Artística no Gelo pela quinta vez consecutiva e as pessoas começaram a questionar sobre o que ele faria na próxima temporada, já que se aproxima da idade da reforma dos patinadores artísticos. O lema pessoal de Victor é "Faça o oposto do que as pessoas esperam, só desta forma você poderá surpreendê-las!". Ele mostra isto através dos seus programas, criando a sua própria coreografia e música. No entanto, ele perde a inspiração de criar novas rotinas, já que as pessoas se habituaram com seu talento na quebra de recordes. Após ver o vídeo viral de Yuri K. a patinar sua rotina vencedora, Victor recupera a sua inspiração e decide tornar-se o treinador de Yuri K. para libertar todo o seu potencial.
Considerado o maior patinador do mundo, Victor é muito popular e carismático, além de ser atiradiço, gosta de falar abertamente o que pensa. Como afirmado por Yakov, Victor faz tudo o que quer e muitas vezes tem uma atitude caprichosa e despreocupada. Quando necessário, Victor pode ser sério e contemplativo, especialmente no que diz respeito a patinagem. Como treinador, Victor é muito paciente e prestativo, apesar de ser desafiador, ele ajuda Yuri K. a explorar seu potencial e charme inatos.
Yuri Plisetsky (ユーリ・プリセツキー, Yūri Purisetsukī)
Voz de: Kōki Uchiyama (japonês), Micah Solusod (inglês)
Yuri é um patinador artístico russo de quinze anos de idade e o colega de rinque de Victor Nikiforov. Yuri é um atleta prodígio na patinagem artística desde criança, que venceu por três vezes seguidas o Campeonato Mundial Júnior de Patinagem Artística no Gelo. Ele conquistou o primeiro lugar do circuito júnior no ano em que Yuri K. perdeu a final do Grande Prémio de Patinagem Artística no Gelo e agora prepara-se para patinar no circuito sénior. Devido ao facto dele superar o seu grupo de pares, Yuri é arrogante e graças à sua personalidade rigorosa, Yuri recebeu a alcunha de "punk russo", embora também seja conhecido como "fada russa", por causa da sua boa aparência. Durante a sua viagem ao Japão, ele é chamado de "Yurio" para não ser confundido com o Yuri K.
Apesar de ser tipicamente rude e teimoso, Yuri mostra um lado amável de maneira abrasiva e possui um forte carinho por gatos e por qualquer mercadoria relacionada a felinos. Yuri é muito ambicioso ao dar seu máximo na carreira de patinagem como pode, encontrando-se numa idade precoce, onde suas habilidades terão amortecido na medida em que o corpo amadurece.

### Família Katsuki
Toshiya Katsuki (勝生 利也, Katsuki Toshiya)
Voz de: Soryu Konno (japonês), Charles Campbell (inglês)
Toshiya tem cinquenta e quatro anos de idade e é o pai de Yuri e Mari Katsuki. Ele é o proprietário da estância termal Yu-topia Akatsuki, que dirige com a sua família.
Hiroko Katsuki (勝生 寛子, Katsuki Hiroko)
Voz de: Kei Hayami (japonês), Rachel Robinson (inglês)
Hiroko tem quarenta e nove anos de idade e é a mãe de Yuri e Mari e a esposa de Toshiya. Ela é gentil, acolhedora e ajuda a gerir a estância termal Yu-topia com o resto da família.
Mari Katsuki (勝生 真利, Katsuki Mari)
Voz de: Kyōko Sakai (japonês), Leah Clark (inglês)
Mari tem trinta anos de idade e é a irmã de Yuri Katsuki, ela ajuda a gerir a estância termal Yu-topia com o resto da família. Durante a visita de Yuri P. ao Japão, ela atribui a ele a alcunha de "Yurio", devido à sua semelhança com um membro de uma boy band que ela gosta, para distinguir entre ele e seu irmão.

### Família Nishigōri
Takeshi Nishigōri (西郡 豪, Nishigōri Takeshi)
Voz de: Jun Fukuyama (japonês), Cris George (inglês)
Takeshi tem vinte e quatro anos de idade e é o amigo de infância de Yuri K. e seu ex-colega de rinque. Ele é casado com Yuko, outra amiga de infância que patinava com ele e Yuri e é o pai de Axel, Lutz e Loop. Ele ajuda sua esposa a gerir o rinque de patinagem local, Castelo de Gelo de Hasetsu, onde os três aprenderam a patinar quando eram crianças. Embora ele tenha uma história provocadora com Yuri de quando eram crianças, Takeshi é muito prestativo com Yuri e muitas vezes dá conselhos práticos e diretos a ele.
Yuko Nishigōri (西郡 優子, Nishigōri Yūko)
Voz de: Mariya Ise (japonês), Alexis Tipton (inglês)
Yuko tem vinte e cinco anos de idade e é a melhor amiga de infância e ex-colega de rinque de Yuri K.  Ela sempre tratou Yuri com bondade e sempre encorajou a sua carreira de patinagem. Yuko foi aquela que mostrou as apresentações de Victor para Yuri e desde criança os dois admiram muito ele, tendo imitado regularmente as suas rotinas durante as práticas. Yuri saiu da sua crise ao praticar a última rotina de Victor, para mostrar a Yuko quando ele regressasse a Quiuxu. Yuko é casada com outro amigo de infância mútuo e ex-colega de rinque de Yuri, Takeshi e eles têm filhas trigémeas. Yuko e sua família dirigem o rinque de patinagem local, Castelo de Gelo de Hasetsu, onde ela e seus amigos aprenderam a patinar quando eram crianças.
Axel Nishigōri (西郡 空挧流, Nishigōri Akuseru) Lutz Nishigōri (西郡 流譜, Nishigōri Ruttsu) Loop Nishigōri (西郡 流麗, Nishigōri Rūpu)
Voz de: Akiko Yajima (japonês), Lara Woodhull (Axel), Kristi Rothrock (Lutz), Kristen McGuire (Loop) (inglês)
Axel, Lutz e Loop são as filhas trigémeas com seis anos de idade de Takeshi e Yuko, que foram batizadas com os nomes dos saltos de patinagem homónimos, Axel, Lutz e Loop. Elas são grandes fãs da patinagem artística no gelo e muito ativas nas redes sociais, com uma conta no Instagram denominada "sukeota3sisters". Elas são muito traquinas e as responsáveis pela gravação secreta e publicação do vídeo na internet sobre a apresentação da rotina de Victor por Yuri K., através da conta da sua mãe no YouTube sem a devida permissão.

### Outras personagens
Minako Okukawa (奥川 ミナコ, Okukawa Minako)
Voz de: Yuka Komatsu (japonês), Colleen Clinkenbeard (inglês)
Minako é a professora de balé de Yuri Katsuki e a proprietária de um estúdio de dança local em Hasetsu. Apesar da falta de alunos atualmente, ela ainda ajuda Yuri K. no seu treino. Ela era uma dançarina e professora de balé famosa que viajou pelo mundo para ensinar aos outros a arte do balé. Minako também dirige um pequeno estabelecimento alimentício chamado de Kachu.
Hisashi Morooka (諸岡 久志, Morooka Hisashi)
Voz de: Taihei Katō (japonês), Sonny Strait (inglês)
Morooka tem vinte e sete anos de idade e é um entusiasta da patinagem artística no gelo e locutor de várias competições. Ele é fã de Yuri K. e sempre encoraja-o a continuar com a sua carreira, mesmo após a derrota dele na sua primeira final do Grande Prémio de Patinagem Artística no Gelo.
Yakov Feltsman (ヤコフ・フェルツマン, Yakofu Ferutsuman)
Voz de: Hideaki Tezuka (japonês), Daman Mills (inglês)
Yakov tem setenta anos de idade e é o atual treinador de Yuri Plisetsky, Georgi Popovich, Mila Babicheva e o antigo treinador de Victor Nikiforov. Yakov é um homem flexível e rigoroso com os seus alunos, que facilmente se irrita com o comportamento caprichoso de Victor, incluindo sua escolha sobre deixar a Rússia para treinar Yuri K. e com a atitude desprezível de Yuri P. em relação aos seus conselhos. No entanto, ele gosta muito dos seus alunos.
Lilia Baranovskaya (リリア・バラノフスカヤ, Riria Baranobusukaya)
Voz de: Seiko Tamura (japonês), Caitlin Glass (inglês)
Uma mulher severa e rigorosa, Lilia é uma antiga primeira bailarina (prima ballerina) da Escola do Teatro Bolshoi e a ex-esposa de Yakov. Após o regresso de Yuri P. à Rússia depois da sua derrota para Yuri K., Yakov pede a Lilia para treinar Yuri P. no balé para ajudá-lo a melhorar as suas habilidades. Na atualidade, Lilia abriga Yuri P. na sua casa.
Celestino Cialdini (チェレスティーノ・チャルディーニ, Cheresutīno Charudīni)
Voz de: Kōji Ochiai (japonês), Ian Sinclair (inglês)
Um estado-unidense com ascendência italiana de quarenta e cinco anos de idade, Celestino é o atual treinador de patinagem artística no gelo de Phichit Chulanont e o antigo treinador de Yuri K., quando ele treinava no Clube de Patinagem de Detroit. Após Yuri perder na sua primeira final do Grande Prémio de Patinagem Artística no Gelo, ele termina seu contrato com Celestino e retorna para a casa no Japão. Quando Celestino ouve falar que Victor toma Yuri como seu aluno, ele não guarda rancor sobre este desenvolvimento e incentiva Yuri a dar o seu melhor na próxima competição do Grande Prémio de Patinagem Artística no Gelo.
Nikolai "Kolya" Plisetsky (コーリャ・プリセツキー, Kōrya Purisetsukī)
Voz de: Misao Kobayashi (japonês)
Kolya é o avô de Yuri Plisetsky que vive em Moscovo e a única pessoa com quem Yuri mostra seu lado amável. Kolya é muito amoroso e solidário com seu neto e costumava acompanhá-lo nas suas aulas de patinagem quando Yuri era criança.
Kanako Odagaki (小田垣 香奈子, Odagaki Kanako)
Voz de: Yuki Kazu (japonês)
Kanako é a treinadora de patinagem artística no gelo de Kenjirō Minami, que treina com ele no Clube de Patinagem de Hacata. Ela age de modo materno com Minami e mostra-se demasiada indulgente com seu entusiasmo.
Alain Leroy (アラン・ルロワ, Aran Rurowa)
Voz de: Atsuhiro Hasegawa (japonês)
Alain é o pai e o treinador de Jean-Jacques Leroy. Ele e a sua esposa são ex-campeões olímpicos da dança no gelo.
Nathalie Leroy (ナタリー・ルロワ, Natarii Rurowa)
Voz de: Kujira (japonês)
Nathalie é a mãe e a treinadora de Jean-Jacques Leroy. Ela e o seu marido são ex-campeões olímpicos da dança no gelo.
Isabella Yang (イザベラ・ヤン, Izabera Yan)
Voz de: Yuki Kazu (japonês)
Isabella é a noiva de Jean-Jacques e membro do seu clube de fãs, Garotas JJ.

### Patinadores artísticos dos outros países
Otabek Altin (オタベック・アルティン, Otabekku Arutin)
Voz de: Yoshimasa Hosoya (japonês)
Otabek é um patinador cazaque de dezoito anos de idade, que é muito popular no seu país, apesar de ser reticente e tímido. Sua patinagem é demasiada eloquente e Otabek fez sua estreia sénior ao conquistar o terceiro lugar no último Campeonato Mundial de Patinagem Artística no Gelo, no qual Victor foi campeão pela quinta vez.
Guang-Hong Ji (季光虹 キ・グァンホン, Ki Gwanhon)
Voz de: Yūtarō Honjō (japonês), Howard Wang (inglês)
Guang-Hong é um patinador artístico chinês de dezassete anos de idade, que sonha em se tornar uma celebridade de Hollywood, ele treina no Canadá durante o verão. Ele tem uma personalidade doce e tímida que o faz ficar facilmente agitado e falar com voz ténue. Guang-Hong é um grande amigo de Phichit Chulanont, do qual admira e partilha informações e fotos numa rede social virtual ao lado de Leo de la Iglesia.
Christophe Giacometti (クリストフ・ジャコメッティ, Kurisutofu Jakometti)
Voz de: Hiroki Yasumoto (japonês), Christopher Sabat (inglês)
Christophe é um patinador artístico suíço de vinte e cinco anos de idade, que tem uma rivalidade saudável com Victor, tendo admirado ele desde que era criança e conquistado o segundo lugar no último Campeonato Mundial de Patinagem Artística no Gelo, no qual Victor conquistou a sua quinta medalha de ouro. Chris é geralmente descontraído e possui um movimento lento durante as competições, normalmente ele realiza um movimento mais bem preparado durante o programa livre, sendo conhecido pelo seu apelo sexual. Com Victor a perder uma temporada para treinar Yuri K., Chris achava no início que ele não teria nenhuma competição real, mas muda de ideia quando vê que Yuri K. tem melhorado e fica determinado a vencê-lo, para fazer Victor competir novamente.
Jean-Jacques Leroy (ジャン・ジャック・ルロワ, Jan Jakku Rurowa)
Voz de: Mamoru Miyano (japonês), Jeremy Inman (inglês)
Jean-Jacques ou "JJ" é um patinador artístico canadiano de dezanove anos de idade, que vem de uma família de patinadores artísticos. Seus pais foram campeões olímpicos da dança no gelo e seus irmãos mais novos participaram da Liga Júnior de Patinagem Artística no Gelo. Apesar de ser um patinador muito habilidoso, Jean-Jacques tem uma atitude narcisista, pois tende a dizer o que pensa e gosta de provocar os outros. Além de patinar, Jean-Jacques toca numa banda e gosta de realizar trabalhos voluntários durante a época baixa.
Phichit Chulanont (ピチット・チュラノン, Pichitto Churanon)
Voz de: Kenshō Ono (japonês), Joel McDonald (inglês)
Phichit é um patinador tailandês de vinte anos de idade, que era colega de rinque e de quarto de Yuri K. em Detroit, eles tornaram-se bons amigos e ensinaram uns aos outros algumas palavras das suas línguas nativas. Após Yuri K. deixar Detroit, Phichit retorna à Tailândia para treinar no rinque de patinagem Mundo Imperial em Banguecoque. Phichit é amável e alegre e adora tirar fotos numa rede social virtual, partilhando sua paixão com seus amigos, Guang-Hong e Leo.
Michele Crispino (ミケーレ・クリスピーノ, Mikēre Kurisupīno)
Voz de: Tomoaki Maeno (japonês)
Michele, cuja alcunha é "Mickey", é um patinador artístico italiano considerado uma pessoa séria, rígida e impaciente, que muitas vezes implica com seu colega de patinagem, Emil Nekola. Ele é muito próximo da sua irmã gémea, Sara, mas também é demasiado dependente da sua presença quando está a patinar e torna-se um irmão superprotetor quando outros homens se aproximam dela. No fim das contas, Sara faz Michele perceber que sua dependência não é saudável e que ele já não precisa mais dela para patinar.
Kenjirō Minami (南 健次郎, Minami Kenjiro)
Voz de: Ayumu Murase (japonês), Trina Nishimura (inglês)
Minami é um patinador artístico japonês de dezassete anos de idade e um atleta brilhante e inocente que fez sua estreia sénior. Ele é um grande fã de Yuri K., a quem idolatra muito. Minami mora em Fucuoca, seus pais são médicos e ele tem um irmão mais velho que estuda atualmente numa faculdade de medicina. Durante a temporada que Yuri K. perde sua primeira final do Grande Prémio de Patinagem Artística no Gelo, Minami vence Yuri K. nas Nacionais e é considerado a estrela número um entre os patinadores jovens. Apesar disso, Minami é humilde e encoraja seus colegas patinadores e ainda admira muito Yuri K. como seu exemplo e rival. Minami treina atualmente no Clube de Patinagem de Hacata com sua treinadora Kanako.
Seung Gil Lee (イ・スンギル, I Sungiru)
Voz de: Kenji Nojima (japonês)
Seung Gil é um jovem patinador artístico da Coreia de vinte anos de idade e uma pessoa estoica e calculista. Comummente, ele guarda suas emoções, mesmo durante os programas e só pensa em melhorar suas habilidades na patinagem no gelo. Devido a sua boa aparência, ele é muito popular, especialmente com as mulheres, mas não presta atenção aos seus fãs e muitas vezes trata outras pessoas de forma fria e transparente.
Emil Nekola (エミル・ネコラ, Emiru Nekora)
Voz de: Satoshi Hino (japonês)
Emil é um patinador artístico checo de dezoito anos de idade, ele tem um coração puro e sempre está alegre, fazendo com que Michele dê ordens a ele. Emil possui um estilo de patinagem dinâmico e gosta de praticar desportos radicais durante a época baixa.
Georgi Popovich (ギオルギー・ポポーヴィッチ, Giorugī Popōvitchi)
Voz de: Wataru Hatano (japonês), David Trosko (inglês)
Georgi é um patinador artístico russo de vinte e cinco anos de idade e o ex-colega de rinque de Victor, que treina com Yuri P., Mila e seu treinador Yakov. Ele é um estudante diligente e eficaz e possui grande confiança na sua sensibilidade. Com a saída de Victor para treinar Yuri K., Georgi é considerado na atualidade o melhor patinador artístico russo. Ele costumava namorar Anya, uma dançarina no gelo, mas acabou sendo descartado por ela e agora usa seu coração destroçado para se reabastecer nos programas do Grande Prémio de Patinagem Artística no Gelo.
Leo de la Iglesia (レオ・デ・ラ・イグレシア, Reo de ra Igureshia)
Voz de: Shunichi Toki (japonês), Ricco Fajardo (inglês)
Leo é um patinador artístico estado-unidense com ascendência mexicana de dezanove anos de idade, que cria sua própria coreografia, fazendo com que seus programas sejam repletos de originalidade para o entretenimento do público. Ele é um indivíduo enérgico e atencioso com um grande amor pela música. Assim como os seus amigos Phichit e Guang-Hong, ele adora frequentar e atualizar a sua rede social virtual.
Mila Babicheva (ミラ・バビチェヴァ, Mira Babicheva)
Voz de: Mari Doi (japonês), Monica Rial (inglês)
Mila é uma patinadora artística russa de dezoito anos de idade e a ex-colega de rinque de Victor, que treina com Yuri P., Georgi e seu treinador Yakov. Ela é amigável e gosta de provocar demasiado o seu colega Yuri P., para o seu desagrado. Ela classificou-se em terceiro lugar na lista das maiores patinadoras artísticas no gelo do mundo.
Sara Crispino (サーラ・クリスピーノ, Sāra Kurisupīno)
Voz de: Marika Minase (japonês)
Sara é uma patinadora artística italiana de vinte e dois anos de idade e a irmã gémea mais velha de Michele, sendo considerada a quarta melhor patinadora do mundo. Ao contrário do seu irmão impaciente, Sara é mais amigável e madura e reconhece que o forte vínculo de Michele com ela é prejudicial e que pode afetar ambas as carreiras, a menos que eles patinem sem que o outro esteja por perto. No fim das contas, Sara faz Michele perceber que sua dependência não é saudável e que ele já não precisa mais dela para patinar.

## Produção

### Ambientação
Como Yuri!!! On Ice centra-se nas competições mundiais da patinagem, vários locais reais foram usados na série ou foram inspirações para os lugares ficcionais. Hasetsu, a cidade natal de Yuri Katsuki, foi baseada na cidade de Karatsu, localizada na província de Saga, na ilha de Quiuxu e o Castelo de Gelo de Hasetsu foi baseado no Palácio de Gelo de Iizuka. Outros locais reais que aparecem na série incluem o Ginásio Nacional Yoyogi em Tóquio, o Rinque Internacional de Patinagem, em Okayama, Sótchi e São Petersburgo na Rússia, a Ponte Ambassador que liga a cidade de Detroit, Michigan, nos Estados Unidos, com a cidade de Windsor, Ontário, no Canadá, Pequim na China e Barcelona em Espanha.

## Média

### Animé
Yuri!!! on Ice foi transmitido na TV Asahi entre 5 de outubro e 21 de dezembro de 2016. A série foi produzida pelo estúdio MAPPA, realizada por Sayo Yamamoto, escrita por Mitsurō Kubo e as personagens foram desenhadas por Tadashi Hiramatsu. A banda sonora foi composta por Taro Umebayashi e Taku Matsushiba e a coreografia da patinagem foi criada por Kenji Miyamoto. A série foi transmitida simultaneamente nos países lusófonos pela Crunchyroll. A Funimation lançou a série com dobragem em inglês a 24 de outubro de 2016.
O tema de abertura é "History Maker [ja]", interpretado por Dean Fujioka, enquanto que o tema de encerramento é "You Only Live Once", interpretado por Wataru Hatano.
A série possui seis conjuntos de disco blu-ray e DVD, o primeiro disco blu-ray e DVD será lançado a 30 de dezembro de 2016. No DVD e disco blu-ray foram incluídos os produtos especiais e bónus extras, como brochuras, comentários da equipa em áudio, projetos de trajes e vídeos da coreografia do animé.

#### Episódios
| #  | Título | Diretor(es)                                     | Diretor(es) de animação | Guião gráfico                                                              | Exibição original      |
| -- | --- | ----------------------------------------------- | --- | -------------------------------------------------------------------------- | ---------------------- |
| 1  | "Fácil como Pirozhki!! A Final do Grande Prémio em Lágrimas" "Nan no Piroshiki!! Namida no Guranpuri Fainaru (なんのピロシキ!! 涙のグランプリファイナル)"                                                      | Jun Shishido                                    | Tadashi Hiramatsu Noriko Itō | Sayo Yamamoto                                                              | 5 de outubro de 2016   |
| 2  | "Dois Yuri?! Conflito em Yu-topia" "Futari no Yūri! ? Yūtopia no Ran (２人のユーリ！？ ゆ～とぴあの乱)" | Takashi Igari                                   | Sunao Chikaoka Ryō Haga Akane Umezu Yōko Kutsuzawa | Jun Shishido                                                               | 12 de outubro de 2016  |
| 3  | "Eu sou Eros e Eros sou eu?! O Confronto! Termas no Gelo" "Boku ga Erosu de Erosu ga Boku de!? Taiketsu! Onsen on Ice (僕がエロスでエロスが僕で！？ 対決！温泉on ice)"                                         | Akitsugu Hisagi                                 | Noriko Itō Yumiko Nakamura Lee Min Bae | Manjirō Ōshio Sayo Yamamoto                                                | 19 de outubro de 2016  |
| 4  | "Seja como Você Mesmo... O Programa Livre está Terminado!!" "Jibun o suki ni natte...kansei!! Furī puroguramu (自分を好きになって…完成!!フリープログラム)"                                                     | Norikei Arai                                    | Akane Umezu Ryō Haga Kamata Hitoshi | Manjirō Ōshio                                                              | 26 de outubro de 2016  |
| 5  | "Vermelho como um Pimento!! É a Primeira Competição! O Campeonato de Chugocu, Xicocu e Quiuxu" ""Kao makka!! shosen da yo! chū shikoku kyūshū senshuken taikai (顔まっ赤！！初戦だョ！中四国九州選手権大会)"   | Yūsuke Onoda                                    | Noriko Itō Akane Umezu Lee Min Bae | Jun Shishido Yamamoto Sayo                                                 | 2 de novembro de 2016  |
| 6  | "O Primeiro Evento do Grande Prémio! O Programa Curto da Taça da China" "Guranpurishirīzu kaimaku! Yatchaina Chūgoku taikai! (グランプリシリーズ開幕！やっチャイナ中国大会！)"                                 | Yasuhiro Geshi                                  | Ryō Haga Saori Sakiguchi Lee Min Bae | Manjirō Ōshio Sayo Yamamoto                                                | 9 de novembro de 2016  |
| 7  | "O Primeiro Evento do Grande Prémio! O Programa Livre da Taça da China" "Guranpurishirīzu kaimaku! Yatchaina Chūgoku taikai! Furī puroguramu (グランプリシリーズ開幕！やっチャイナ中国大会！フリープログラム)" | Hirokazu Yamada                                 | Noriko Itō Kamata Hitoshi Akane Umezu | Miho Hirao Jun Shishido Manjirō Ōshio Akitsugu Hisagi                      | 16 de novembro de 2016 |
| 8  | "Yuri contra Yuri! O Horror!! A Taça da Rússia, Programa Curto" "Yūri VS Yūri! Oso Roshia!! Roshia taikai shōto puroguramu (勇利VSユーリ！おそロシア！！ロシア大会 ショートプログラム)"                        | Matsuo Asami                                    | Ryō Haga Saori Sakiguchi Akane Umezu | Takashi Kobayashi Manjirō Ōshio Jun Shishido                               | 23 de novembro de 2016 |
| 9  | "Yuri contra Yuri! O Horror!! A Taça da Rússia, Programa Livre" "Yūri VS Yūri! Oso Roshia!! Roshia taikai furī sukētingu (勇利vsユーリ！おそロシア！！ロシア大会 フリースケーティング)"                        | Takashi Kobayashi Mihiro Yamaguchi Kyōhei Ōyabu | Masahiro Sekiguchi Nozomi Shimazaki Yuto Tejima Manabu Akita Akane Umezu Niwa Yasutoshi Mitsuhashi Sakurako                                                                              | Niidome Toshiya Jun Shishido Sayo Yamamoto Akitsugu Hisagi                 | 30 de novembro de 2016 |
| 10 | "Recarregando as Forças! Especial de Véspera da Final!" "Chō ganbaranba!! Guranpurifainaru chokuzen supesharu (超がんばらんば！！グランプリファイナル直前スペシャル)"                                          | Kunihiro Mori Kenji Takahashi                   | Saori Sakiguchi Ryō Haga Akitsugu Hisagi Akane Umezu Teruko Takeshima Natsuo Kawamura Dana Shuhara Mitsuhashi Sakurako Hiromi Ariga Miyuki Honda Mami Takino Hōri Yuka Tomohiro Kawahara | Yuzuru Tachikawa Jun Shishido                                              | 7 de dezembro de 2016  |
| 11 | "Re-recarregando as Forças!! O Programa Curto da Final" "Chō chō ganbaranba!! Guranpurifainaru SP (超超がんばらんば！！グランプリファイナルSP)"                                                                | Yasuhiro Geshi                                  | Akane Umezu Manabu Akita Lee Min Bae | Satoshi Nishimura Jun Shishido Kiyoshi Matsuda                             | 14 de dezembro de 2016 |
| 12 | "Re-re-recarregando as forças!!! O Programa Livre da Final!" "Chō chō chō ganbaranba!!! Guranpurifainaru FS (超超超がんばらんば!!! グランプリファイナルFS)"                                                    | Norikei Arai Kaori Makita Sayo Yamamoto         | Akane Umezu Ryō Haga Saori Sakiguchi Miyuki Ōshiro Kamata Hitoshi Dana Shuhara Satoko Miyachi Mika Takazawa Makoto Koga Lee Min Bae                                                      | Jun Shishido Kônosuke Uda Munehisa Sakai Kazuhisa Takenouchi Sayo Yamamoto | 21 de dezembro de 2016 |

### Banda sonora
Uma coletânea musical intitulada Oh! SkaTra!!! Yuri!!! on ICE (Oh! スケトラ!!!　ユーリ!!! on ICE), que inclui todas as vinte quatro músicas originais do animé foi lançada a 21 de dezembro de 2016.

## Receção
A série recebeu avaliações positivas dos críticos, principalmente pela relação entre Yuri K. e Victor. Também foi elogiada pela qualidade da animação e pela diversidade racial no elenco. No entanto, também foi criticada pela falta de explicações sobre os aspetos técnicos da patinagem artística no gelo. Na análise "O Melhor e o Pior Animé do Outono de 2016" do sítio Anime News Network, cinco dos nove avaliadores classificaram Yuri!!! on Ice como a melhor série da temporada.
Nos Prémios de Animé da Crunchyroll de 2016, Yuri!!! on Ice foi nomeado em sete categorias: "Animé do Ano", "Melhor Rapaz" (por Yuri K.), "Melhor Animação", "Cena Mais Agradável" (pelo "beijo" no sétimo episódio), "Melhor Casal" (por Yuri K. e Victor), "Melhor Abertura", e por "Melhor Encerramento".
De acordo com a análise das informações de tendências das empresas, realizada pelos Laboratórios de Investigação Kadokawa ASCII, Yuri!!! on Ice foi o animé mais comentado da temporada no Twitter, tendo um total de 1 440 596 tweets, em relação ao animé de voleibol Haikyū!!, que teve 348 109 tweets.
A série também recebeu comentários positivos dos patinadores artísticos, como Johnny Weir, Evgenia Medvedeva, Denis Ten, Evgeni Plushenko e Masato Kimura. A série contou também com as participações dos patinadores Stéphane Lambiel e Nobunari Oda. A sequência de encerramento do décimo episódio onde Yuri K. está a dançar embriagado foi elogiada por bailarinos de pole dance por sua precisão.
Yuri!!! on Ice também foi citado nas outras séries de animação, como no episódio "The End of Serialization as We Know It" de South Park, que mostra a personagem Ike Broflovski a pesquisar a série através do histórico do seu navegador. Em resposta, no décimo segundo episódio de Yuri!!! on Ice foi mostrada uma analepse onde Jean-Jacques Leroy é visto com um traje semelhante ao da personagem Eric Cartman de South Park.

### Representação da relação entre pessoas do mesmo sexo
Yuri!!! on Ice foi elogiado pelo relacionamento que é considerado amoroso entre Yuri K. e Victor. Os críticos indicam que nos momentos destacados houve uma cena de beijo entre as duas personagens no sétimo episódio, e também afirmam que a troca dos anéis de ouro aparentemente indica um casamento ou compromisso no décimo episódio, e pelo facto de Victor ter chorado quando Yuri sugere que termine sua parceria no décimo segundo episódio. Gabriella Ekens do sítio Anime News Network escreveu que: "Yuri!!! on Ice ao representar um compromisso sincero e simples entre dois rapazes, é uma coisa inédita no animé. Nem sequer houve a legalização do casamento entre pessoas do mesmo sexo no Japão, então esta série está a retratar algo que não é legalmente possível no seu país de origem", e Ian Wolf do sítio Anime UK News considerou a cena do anel como "a melhor cena da série".
A série também destacou questões relativas à homofobia na patinagem artística no gelo e nas outras áreas, como no sétimo episódio onde Victor se apresentou com um traje baseado no do patinador artístico Johnny Weir, que esteve sujeito a comentários homofóbicos durante a sua carreira. No final da série, é mostrada uma sequência onde Yuri K. e Victor patinam juntos, algo que nunca aconteceu numa competição real de patinagem. Além disso, a série foi destacada pelos críticos por retratar duas personagens que vêm de países que têm problemas relacionados com os direitos LGBT.